# Vidital
La Vidital è stata un'azienda italiana produttrice di videoregistratori.
Venne costituita come Vidital S.p.A. nel 1985 a Roma, in seguito ad un accordo sottoscritto tra la società pubblica REL e la multinazionale statunitense ITT Corporation, che ne possedevano rispettivamente il 49 % ed il 51 % del capitale. 
Questa impresa nacque con l'obbiettivo prefissato dal Ministero dell'Industria di rilanciare la produzione e il mercato dei videoregistratori in Italia negli anni ottanta, in quanto il paese era ancora indietro in questo ramo dell'elettronica di consumo, rispetto agli altri paesi industrializzati. 
Vidital fu così la prima ditta italiana in assoluto a produrre videoregistratori, e inoltre, la società venne creata anche per assorbire 750 lavoratori cassintegrati della Voxson, di cui poi ne avrebbe dovuto occupare lo stabilimento appena fosse stato ristrutturato, perché intanto l'attività si svolse nell'ex stabilimento FACE Standard di Pomezia (di proprietà della stessa ITT). 
Nonostante i buoni propositi che si avevano in occasione della sua costituzione, la Vidital nei primi anni della sua attività ebbe risultati assai modesti sia in termini di produzione che di vendita dei propri modelli, dovuto alla concorrenza straniera, ma anche dal fatto che l'organico era costituito da poche decine di addetti, rispetto ai 750 previsti. 
Nel 1989, visti i risultati deludenti, ITT e REL decisero di cedere la Vidital alla Far East Pte Ltd, un gruppo privato di Singapore, e qualche anno dopo il suo marchio scomparve dal mercato dei videoregistratori.  